# تشارلز براندون

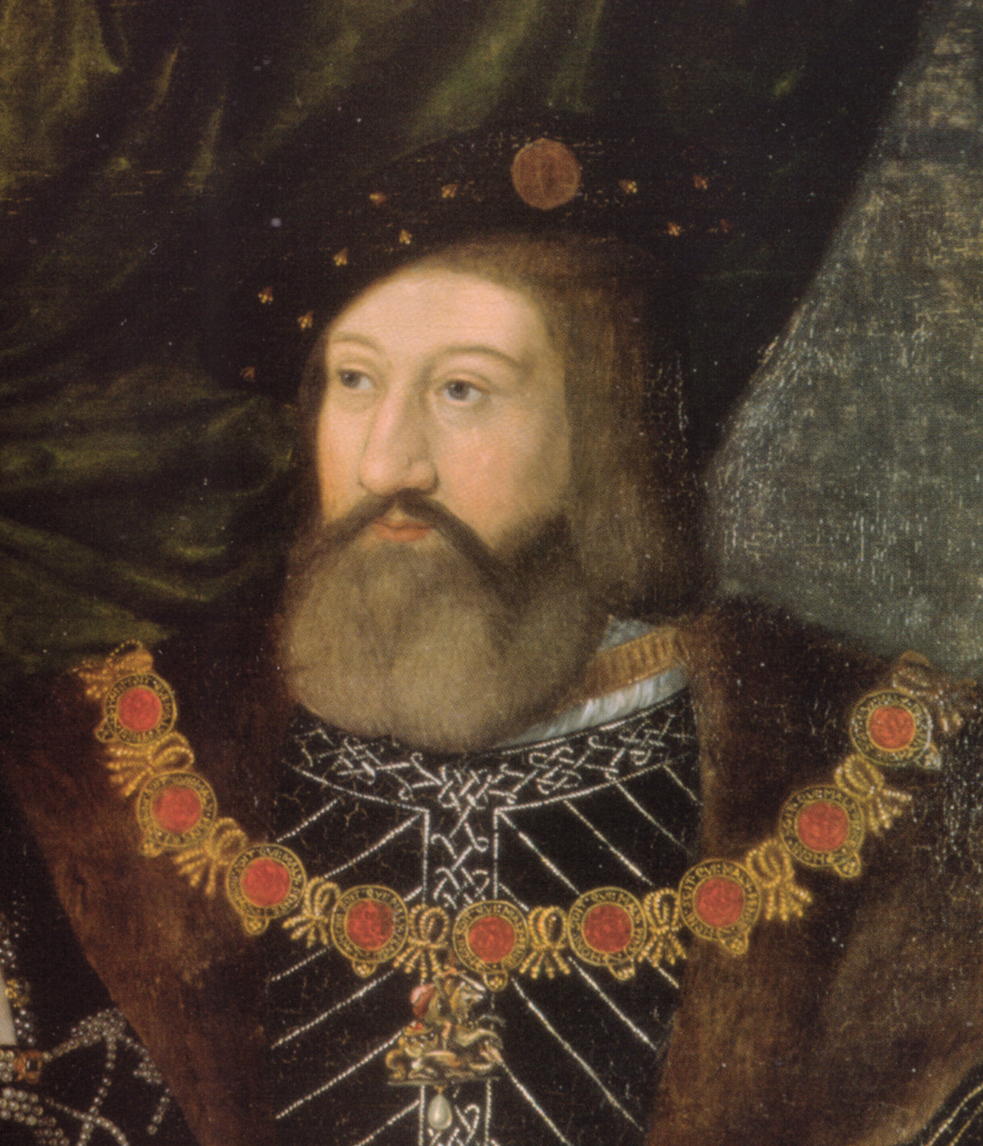
تشارلز براندون دوق سوفولك.

 تشارلز براندون  (1484 تقريبًا - 22 أغسطس 1545) دوق سوفولك والزوج الثاني لماري تيدور شقيقة هنري الثامن ملك إنجلترا. كان والده من قادة هنري تيودور، إيرل ريتشموند (في وقت لاحق الملك هنري السابع)، وقتله الملك ريتشارد الثالث بنفسه في معركة بوسوورث. توفي براندون لأسباب غير معروفة في جيلفورد.